# Nebnun Semenkare
Semenkare fou un rei de la dinastia XIII d'Egipte del qual no se sap gaire cosa. El seu nom personal era Nebnun. És esmentat a la llista del Papir de Torí i s'ha trobat una estela seva a Djebel Zeit. El seu regnat fou d'uns tres anys.